# Народно читалище „Съгласие – 1869“
Народното читалище „Съгласие“ е възрожденски културен институт в град Тетевен.
Първоначалната дейност е уредена в старото мъжко училище като „книгохранителница“ – библиотека. Председател на читалището е хаджи Станьо Врабевски – водач и на революционния комитет. Събитията след Арабаконашкия обир се оказват съдбоносни за читалището, което е закрито, имуществото му иззето от османските власти, а най-активните читалищни дейци са пратени на заточение в Диарбекир.
След Освобождението първо е създадено през 1884 г. театралното дружество „Искра“, което за времето на своето съществуване има стотици театрални постановки, оперети, водевили, балетни постановки и др. През 1887 г. учители от класното училище в града образуват Културно просветно дружество, което през 1895 г. учредяват като Ученолюбиво дружество „Съгласие“, довело на бял свят новия образ на днешното читалище. Негов пръв председател става Димитър П. Ковач.
От 1910 г. вече има самостоятелна читалищна сграда, а от 1974 г. е устроено в нова. Читалището е инициатор на създаването на Благотворителен комитет „Бенковски“ и развива музейното дело. От 1925 до 1944 година издава читалищен вестник „Тетевенски вести“.